# Nguyễn Khải Khang
Nguyễn Khải Khang(?-1558) là tướng nhà Mạc và nhà Lê trung hưng trong lịch sử Việt Nam, từng phục vụ cho cuộc chiến tranh Lê-Mạc. 

## Sự nghiệp

### Làm tướng nhà Mạc
Năm 1546, Mạc Hiến Tông mất, con là Phúc Nguyên còn nhỏ lên thay, tức là Mạc Tuyên Tông. Khiêm vương Mạc Kính Điển là người được Hiến Tông chọn làm phụ chính. Trong triều xảy ra biến loạn: Tứ Dương hầu Phạm Tử Nghi muốn lập người em của Mạc Thái Tông là Hoằng vương Mạc Chính Trung (con thứ hai của Mạc Thái Tổ) đã trưởng thành nhưng Mạc Kính Điển không thuận, quyết phò Phúc Nguyên lên ngôi. Tử Nghi bèn cùng Chính Trung khởi binh nổi loạn. Nguyễn Khải Khang cùng Lê Bá Ly đứng về phía Mạc Kính Điển đánh bại được Tử Nghi.
Khi Lê Bá Ly bị các tướng Sơn Tây Anh Duệ hầu, Phù Long hầu và Văn Giáp hầu hợp binh đánh, ông sai thủ hạ là Đông Khang hầu đi cứu viện. Các cánh quân Sơn Tây bại trận phải rút lui.
Năm 1549, do công phò tá Mạc Phúc Nguyên, ông được phong làm thái úy Đoan quốc công, được cho họ Mạc.

### Phù Lê diệt Mạc
Năm 1552, sau khi Lê Bá Ly bỏ nhà Mạc vào nam, Nguyễn Khải Khang cùng cháu Nguyễn Hữu Liêu cũng đem quân về hàng Lê ở Yên Trường, vua Lê là Lê Trung Tông úy lạo, ban thưởng, vẫn cho giữ chức tước như cũ.
Tháng 8 năm 1555, Mạc Kính Điển sai Thọ quận công đem hơn 100 chiếc thuyền làm tiên phong, tiến đến cửa biển Thần Phù đóng dinh. Hôm sau, Kính Điển đem quân đến hội ở sông Đại Lại, sai Thọ quận công đốc suất quân bản bộ đi trước, đóng dinh ở núi Kim Sơn. Trịnh Kiểm sai Lê Bá Ly, Nguyễn Khải Khang, Nguyễn Thiến, Lê Khắc Thận cùng mai phục sẵn ở phía nam sông, còn Trịnh Kiểm đích thân đốc suất đại quân mai phục ở phía bắc sông, chọn 50 con voi phục ở chân núi Kim Sơn; sai Phạm Đốc đem thủy quân cùng Nguyễn Quyện đem hơn 10 chiếc thuyền chiến chiếm cứ mạn thượng lưu từ sông Hữu Chấp đến sông Kim Bôi.
Trưa hôm sau, thuyền quân Mạc qua Kim Sơn, đến chợ Ông Cung. Trịnh Kiểm lệnh các đạo quân mai phục đổ ra đánh. Quân Mạc thua chạy. Thọ quận công nhảy xuống sông trốn, bị tướng Lê là Vũ Sư Thước bắt sống và sau đó bị chém. Quân Mạc bị bắt rất nhiều, quân Lê thu được nhiều khí giới. Mạc Kính Điển rút quân quay về kinh thành.

## Cái chết và khen thưởng
Tháng 8 năm 1557, các tướng lĩnh từng bỏ Mạc sang Lê là anh em Nguyễn Quyện và Nguyễn Miễn bỏ trốn về hàng nhà Mạc. Riêng Nguyễn Khải Khang và Lê Khắc Thận không về.
Tháng 9 năm 1558, Trịnh Kiểm lại ra quân đánh Sơn Nam chiếm đất rồi để Nguyễn Khải Khang ở lại trấn thủ để chiêu tập nhân dân. Mạc Ngọc Liễn là cháu của Khải Khang sai thổ dân ở Mỹ Lương trá hàng ông để dụ, rồi lừa bắt Khải Khang mang về. Mạc Tuyên Tông sai dùng hình xé xác Khải Khang. Vua Lê nghe tin vậy truy tặng ông cho tước Hiến Trung Công và bổ dùng cháu nội họ ông là Nguyễn Hữu Liêu.